# The Congregation
Albums de Leprous
Coal
(2013) Malina
(2017)
The Congregation est un album du groupe de metal progressif norvégien Leprous, sorti en 2015.

## Liste des morceaux
1. The Price – 5:14
2. Third Law – 6:19
3. Rewind - 7:07
4. The Flood – 7:51
5. Triumphant – 4:26
6. Within my Fence – 3:16
7. Red – 6:35
8. Slave – 6:38
9. Moon – 7:13
10. Down – 6:26
11. Lower – 4:40

## Crédits
- Einar Solberg : piano, voix
- Tor Oddmund Suhrke : guitare
- Øystein Landsverk : guitare
- Simen Daniel Børven : basse
- Baard Kolstad : batterie